# Aya Matsuura
Aya Matsuura (松浦 亜弥 Matsuura Aya?,  25 de junio, 1986) es una cantante de J-pop y actriz japonesa, originaria de la ciudad de Himeji, prefectura de Hyogo, Japón. Formó parte del Hello! Project hasta es 2009. 
Siendo una gran fan de Morning Musume, Aya Matsuura, se presentó a las audiciones para el Hello! Project en el año 2000. Hija de un productor musical, pudo ganar sin dificultad al resto de sus contrincantes, y convertirse así en la nueva protegida de Tsunku.
De esta manera empezó su carrera como solista del Hello! Project el 11 de abril de 2001, y desde entonces su popularidad ha subido como la espuma, llegando a superar en ventas a las mismísimas Morning Musume. 
Tsunku ha recreado en Aya Matsuura el fenómeno de las idols de los años 70 y 80, y miles de fanes en Japón y en todo el mundo demuestran que la fórmula sigue funcionando. La cara angelical de Aya y su espléndida sonrisa, combinado con canciones alegres y pegadizas han convertido a esta chica en un fenómeno de masas. Aya ya no solo canta, sino que actúa en varias series de TV, anuncia varios productos de diferentes compañías y ha llegado a protagonizar incluso una película en cine y un musical en el teatro, todo con el aire tan "kawaii" que la caracteriza. Poco a poco, además, ha ido ampliando su registro musical y madurando su aguda voz, atreviéndose incluso a versionar a los Rolling Stones o a cantar ópera en unos spots comerciales.
En septiembre del 2002, Tsunku aprovechó su buena sintonía con Miki Fujimoto para crear un grupo incluyendo también a la entonces reciente ex-Morning Musume, Maki Gotô, el resultado fue Gomattô, y supuso un impulso más de popularidad para las tres.
A partir del 2004, Aya fue publicando cada vez más baladas, reforzando su parte más adulta, aunque también tiene tiempo de participar en Nochiura Natsumi, la unit temporal que unió a Maki Gotô, Natsumi Abe y Aya Matsuura. En octubre del 2005 Rika Ishikawa se une a Nochiura Natsumi dando lugar al grupo DEF.DIVA. 
Desde entonces, Aya Matsuura ha adquirido un estilo mucho más adulto

## Grupos del Hello! Project en que ha participado
- Nochiura Natsumi (2004–)
- Gomattou (2002)
- Hello! Project Akagumi (2005)
- DEF. DIVA (2005 - 2006)
- GAM (2006 - 2009)

## Discografía

### Álbumes
| # | Título                    | Fecha de realización    |
| - | ------------------------- | ----------------------- |
| 1 | First Kiss                | 1 de enero de 2002      |
| 2 | T.W.O                     | 29 de enero de 2003     |
| 3 | X3                        | 1 de enero de 2004      |
| 4 | Matsuura Aya Best         | 24 de marzo de 2005     |
| 5 | Naked Songs               | 29 de noviembre de 2006 |
| 6 | Double Rainbow            | 10 de octubre de 2007   |
| 7 | Omoi afurete              | 21 de enero de 2009     |
| 8 | Click you link me (album) | 24 de diciembre de 2010 |

 SE CASO CON TOMMY

## Filmografía

### DVD Musicales
- Aya Matsuura Concert Tour 2008 Spring "Aya the Witch" (Tokio 25 de junio de 2008)
- Double Rainbow Tour 2007 DVD (Concierto grabado el 4 de noviembre de 2007)

### Películas
- Ao no Honoo (2003)
- Sukeban Deka: Codename = Asamiya Saki (2006)

### Series de televisión
- Saigo no Kazoku (2001)
- Aya no DNA (2002)
- Tenshi no Utagoe ~Shounibyou no Kiseki~(2002)
- Futari (2003)
- Namahousou wa Tomaranai (2003)
- VICTORY! Futto Girls no Seishun (2003)
- Aijou Ippon! (2004)
- Inochi no Kiseki (2006)